# Tony Moore (músico)
Tony Moore (Antony Moore;  Bristol, 11 de outubro de 1958) é um músico cantor e compositor, apresentador de rádio e promotor de eventos. Ele também foi um dos primeiros membros do Iron Maiden. Se tornou famoso em 1986 como tecladista da banda Cutting Crew e em 1997 ele fundou o The Kashmir Klub para shows em Londres.